# Charles Courtenay, 17. Earl of Devon
Charles Christopher Courtenay, 17. Earl of Devon, (* 13. Juli 1916; † 19. November 1998) war ein britischer Aristokrat und Politiker.

## Herkunft und familiäres Umfeld
Charles Christopher Courtenay entstammte dem Haus Courtenay, einer seit Ende des 11. Jahrhunderts in Frankreich nachgewiesenen Adelsfamilie, die in den Kreuzzügen große Bedeutung erlangte und von der ein Zweig mit Rainald de Courtenay nach England übersiedelte, wo die Familie bald zu den führenden anglo-normannischen Geschlechtern gehörte. Im Jahre 1335 erlangte sie erstmals die Würde eines Earls of Devon, die im Laufe der Jahrhunderte dem Geschlecht mehrfach von der Krone wegen Verrats des aktuellen Titelträgers entzogen, aber später immer wieder für Mitglieder der Familie restituiert wurde (so 1469, 1481, 1511, 1553). Im Jahre 1553 wurde Edward Courtenay, 1. Earl of Devon [neuer Zählung] in die verfallenen Würden seiner Vorfahren endgültig wieder eingesetzt. Seine Erben sind noch heute Earls of Devon.

## Leben
Charles Christopher Courtenay war der Sohn des Frederick Courtenay, 16. Earl of Devon, und seiner Gattin Marguerite Silva. Er wurde auf dem Winchester College erzogen und besuchte anschließend die Royal Military Academy Sandhurst. Danach wurde er Offizier bei den Coldstream Guards und stieg bis in den Rang eines Captains auf.
Beim Tod seines Vaters im Jahre 1935 erbte er dessen Titel als 17. Earl of Devon, sowie den nachgeordneten Titel 13. Baronet, der 1645 in der Baronetage of England geschaffen worden war. Mit dem Earldom war auch ein erblicher Sitz im House of Lords verbunden. Seit 1939 war er mit Venetia Taylor, der Witwe des Mark Everard Pepys, 6. Earl of Cottenham, verheiratet, mit der einen Sohn und eine Tochter hatte. Er starb am 19. November 1998 und wurde von seinem Sohn in seinen Titeln beerbt.